# Prosymna sundevalli
Espèce
Synonymes
- Temnorhynchus sundevalli Smith, 1849
- Rhinostoma cupreum Günther, 1858

Prosymna sundevalli est une espèce de serpents de la famille des Lamprophiidae. 

## Répartition
Cette espèce se rencontre au Mozambique, au Lesotho, en Afrique du Sud, au Botswana et au Zimbabwe.

## Étymologie
Cette espèce est nommée en l'honneur de Carl Jakob Sundevall (1801-1875).

## Publication originale
- Smith, 1849 : Illustrations of the zoology of South Africa, consisting chiefly of figures and descriptions of the objects of natural history collected during an expedition into the interior of South Africa, in the years 1834, 1835, and 1836; fitted out by "The Cape of Good Hope Association for Exploring Central Africa" : together with a summary of African zoology, and an inquiry into the geographical ranges of species in that quarter of the globe, vol. 3, Appendix.